# Antas (Bahía)
Antas es un municipio brasileño del estado de Bahía. Se localiza a una latitud 10°24′0″ S y a una longitud 38°20′0″ O, estando a una altitud de 610 metros. Según el censo del IBGE del año 2010 la población era de 17078 habitantes.